# Jättens överman
Jättens överman (engelska: Brave Little Tailor) är en amerikansk animerad kortfilm med Musse Pigg från 1938.

## Handling
En jätte hotar kungariket, samtidigt som skräddaren Musse Pigg blir misstagen för att vara en som segrar mot jättar, när han i själva verket dödat sju flugor i en smäll. Till följd av detta tvingas han åta sig uppdraget att befria staden från jätten och därefter få prinsessan Mimmi Pigg.

## Om filmen
Filmen är den 103:e Musse Pigg-kortfilmen som producerades och den femte och sista som lanserades år 1938.
Filmen nominerades till en Oscar för bästa animerade kortfilm, men förlorade till förmån för Tjuren Ferdinand som också var producerad av Disney.
Filmen är en av titlarna i boken The 50 Greatest Cartoons från 1994.
Filmen är baserad på sagan Den tappre lille skräddaren av Bröderna Grimm.

### Svenska utgivningar
Filmen har varit flera gånger på bio i Sverige, dock med flera olika titlar. Den första svenska premiären ägde rum den 3 april 1939 på biografen Regina i Stockholm med titeln Den tappre lille skräddaren och ingick i kortfilmsprogrammet Tre små grisar på vift, tillsammans med tre kortfilmer till; Pluto i eld och lågor, Djupt i havet och Tre små grisar på vift.
Den 5 september 1954 ingick den i ett nytt kortfilmsprogram bestående av kortfilmerna Kalle Ankas falska lejon, Pluto som plattcharmör, Jan Långben tar ridlektion, Kalle Anka får bisyssla, En kofta åt Pluto, Kaninen med choklad i och Kalle Anka i paradiset.
Hösten 1991 visades filmen på Birkagårdens biolokal med titeln Musse Pigg och jätten.
Filmen har givits ut på VHS och DVD med titeln Den modige lille skräddaren och finns dubbad till svenska.

## Rollista (i urval)
- Walt Disney – Musse Pigg
- Marcellite Garner – Mimmi Pigg
- Eddie Holden – jätten[16]